# انواع زمین‌لرزه
این مقاله شامل فهرستی از انواع زمین‌لرزه است.
- پیش‌لرزه، زمین‌لرزه‌ای است که پیش از یک رویداد لرزه‌ای بزرگ‌تر (لرزه اصلی) رخ می‌دهد و هم در زمان و هم در مکان با لرزه اصلی مرتبط است.
- لرزه اصلی، بزرگ‌ترین زمین‌لرزه در یک توالی لرزه‌ای است که گاهی پس از یک یا چند پیش‌لرزه رخ می‌دهد و تقریباً همیشه پس‌لرزه‌های زیادی به دنبال دارد.
- پس‌لرزه، یک زمین‌لرزه کوچک‌تر که پس از یک زمین‌لرزه بزرگ قبلی و در همان منطقه لرزه اصلی رخ می‌دهد.
- زمین‌لرزه گسیخت مدفون، زمین‌لرزه‌ای که در امتداد گسل، یک دوراُفت قابل‌مشاهده در زمین ایجاد نمی‌کند، برخلاف گسیخت سطحی که باعث ایجاد دوراُفت می‌شود.
- زمین‌لرزه راندگی کور، زمین‌لرزه‌ای که در راستای یک گسل رورانده (راندگی) رخ می‌دهد که علامت و نشانه‌ای از این گسل در سطح زمین دیده نمی‌شود.
- یخ‌لرزه، یک رویداد لرزه‌ای که ممکن است در اثر فعالیت یک ترک یا شکاف ناگهانی در خاک یخ‌زده یا سنگ اشباع‌شده با آب یا یخ ایجاد شود.
- زمین‌لرزه ژرف‌کانون، که زمین‌لرزه ژرف‌توده‌ای نیز نامیده می‌شود، زمین‌لرزه‌ای است که ژرفای کانونی آن بیش از ۳۰۰ کیلومتر است.
- زمین‌لرزه دوگانه، زمین‌لرزه‌های چندگانه با شکل موج‌های لرزه‌ای تقریباً یکسانی که از یک مکان سرچشمه می‌گیرند.
- خوشه زمین‌لرزه، رویدادی که در آن یک منطقه توالی‌های بسیاری از زمین‌لرزه‌ها را در مدت زمان نسبتاً کوتاهی تجربه می‌کند.
- لرزش هماهنگ یا لرزش موزون، انتشار پایدار انرژی لرزه‌ای و فروصوت که معمولاً با حرکت زیرزمینی ماگما، تخلیه گازهای آتشفشانی از ماگما یا هر دو مرتبط است.
- زمین‌لرزه القایی، زمین لرزه‌ها و لرزش‌های معمولاً جزئی که ناشی از برخی فعالیت‌های انسانی است که تنش‌ها و کرنش‌های روی پوسته زمین را تغییر می‌دهد.
- زمین‌لرزه بین‌صفحه‌ای، زمین‌لرزه‌ای که در مرز بین دو صفحه زمین‌ساختی رخ می‌دهد.
- زمین‌لرزه درون‌صفحه‌ای، زمین‌لرزه‌ای که در داخل یک صفحه زمین‌ساختی رخ می‌دهد.
- زمین‌لرزه کلان‌راندگی، زمین‌لرزه‌ای که در مناطق فرورانش در مرزهای صفحه‌های هم‌گرا رخ می‌دهد، جایی که یک صفحه زمین‌ساختی در زیر صفحه دیگر قرار می‌گیرد.
- زمین‌لرزه‌های چکانشی، این زمین‌لرزه‌ها در نتیجه اثرات زمین‌لرزه‌های بزرگ در فواصل قابل توجه و خارج از مناطق پس‌لرزه فوری رخ می‌دهند.
- زمین‌لرزه کند، رویدادی ناپیوسته و مانند زمین‌لرزه، که انرژی را به جای ثانیه تا دقیقه که ویژگی یک زمین‌لرزه معمولی است، طی چند ساعت تا چند ماه آزاد می‌کند.
- زمین‌لرزه زیردریایی، زمین‌لرزه‌ای که در زیر آب و در کف یک پهنه آبی به ویژه اقیانوس رخ می‌دهد.
- زمین‌لرزه اَبَربُرشی، زمین‌لرزه‌ای که در آن، انتشار گسیختگی در طول سطح گسل، در سرعت‌های بیش از سرعت موج برشی لرزه‌ای (موج اس) رخ می‌دهد و اثری شبیه غرش صوتی ایجاد می‌کند.
- زمین‌لرزه امتدادلغز، زمین‌لرزه‌ای که جایی که دو صفحه زمین‌ساختی در کنار هم می‌لغزند، ایجاد می‌شود و نخست با ایجاد تنش و سپس آزادسازی انرژی، باعث ایجاد زمین‌لرزه می‌شود.
- زمین‌لرزه سونامی، زمین‌لرزه‌ای که باعث ایجاد یک سونامی می‌شود که بزرگی آن که بسیار بزرگ‌تر از بزرگی زمین‌لرزه‌ای است که توسط امواج لرزه‌ای با دوره کوتاه‌تر اندازه‌گیری شده است.
- زمین‌لرزه آتشفشانی-زمین‌ساختی، زمین‌لرزه ناشی از حرکت (تزریق یا خروج) ماگما.